# Eishockey-Regionalliga 2014/15
Die Regionalliga ist in der Saison 2014/15 die vierthöchste Ligenstufe im deutschen Eishockey unterhalb der Eishockey-Oberliga. Ausgespielt werden die Regionalligen Nord, West, Ost und Süd-West sowie diesen gleichgestellt die Bayerische Eishockey-Liga.

## Regionalliga Nord
Die Regionalliga Nord wird vom Landeseissportverband Niedersachsen für Mannschaften der Bundesländer Niedersachsen, Hamburg, Bremen, Schleswig-Holstein und Mecklenburg-Vorpommern veranstaltet.
Gespielt wird eine Einfachrunde von September 2014 bis einschließlich 28. Februar 2015. Die ersten acht Mannschaften erreichen die Playoffs. Der Sieger wird in den ersten beiden Runden wurden nach Hin- und Rückspiel ausgespielt, im Finale "Best-of-three". Der Meister erhält das Aufstiegsrecht in die Oberliga Nord. Der Absteiger wird im Modus "Best-of-three", zwischen dem Letzten und dem Vorletzten nach der Hauptrunde, ermittelt. Der Verlierer ist sportlicher Absteiger in die Landesliga.

### Teilnehmende Mannschaften
- Weserstars Bremen (A)
- Adendorfer EC
- REV Bremerhaven
- Hamburger SV 1b
- FTV Hamburg Crocodiles 1b
- TAG Salzgitter Icefighters
- EHC Grizzly Adams Wolfsburg 1b
- TuS Harsefeld Tigers
- SG United North Stars Langenhagen/EC Wedemark (N)
- Altonaer SV Hamburg (N)

### Hauptrundentabelle
|     | Mannschaft                     | Sp | S  | N  | Tore   | Diff. | Pkte |
| --- | ------------------------------ | -- | -- | -- | ------ | ----- | ---- |
| 1.  | Salzgitter Icefighters         | 18 | 15 | 3  | 171:48 | 123   | 46   |
| 2.  | Weserstars Bremen              | 18 | 16 | 2  | 160:42 | 118   | 46   |
| 3.  | Adendorfer EC                  | 18 | 15 | 3  | 138:38 | 100   | 44   |
| 4.  | EHC Grizzly Adams Wolfsburg 1b | 18 | 12 | 5  | 114:84 | 30    | 33   |
| 5.  | REV Bremerhaven                | 18 | 9  | 9  | 96:77  | 19    | 27   |
| 6.  | SG United North Stars (N)      | 18 | 8  | 10 | 73:95  | −22   | 26   |
| 7.  | Altonaer SV Hamburg (N)        | 18 | 6  | 12 | 74:113 | −39   | 16   |
| 8.  | Crocodiles Hamburg 1b          | 18 | 5  | 13 | 57:165 | −108  | 17   |
| 9.  | TuS Harsefeld Tigers           | 18 | 3  | 15 | 42:142 | −100  | 8    |
| 10. | Hamburger SV 1b                | 18 | 0  | 17 | 37:166 | −129  | 1    |

### Play-offs

#### Playoffbaum
Die ersten beiden Runden werden im Modus "Best-of-two" ausgespielt, das Finale im Modus "Best-of-three".
|  | Viertelfinale                  | Viertelfinale     | Viertelfinale |                        |    | Halbfinale | Halbfinale | Halbfinale |  |  | Finale | Finale |
|  |                                |                   |               |                        |    |            |            |            |  |  |        |        |
|  | Salzgitter Icefighters         | 13                | 22            |                        |    |            |            |            |  |  |        |        |
|  | Crocodiles Hamburg 1b          | 0                 | 1             |                        |    |            |            |            |  |  |        |        |
|  | Crocodiles Hamburg 1b          | 0                 | 1             | Salzgitter Icefighters | 2  | 5          |            |            |  |  |        |        |
|  |                                |                   |               | Salzgitter Icefighters | 2  | 5          |            |            |  |  |        |        |
|  |                                | REV Bremerhaven   | 4             | 5                      |    |            |            |            |  |  |        |        |
|  | EHC Grizzly Adams Wolfsburg 1b | REV Bremerhaven   | 4             | 5                      | 3  | 2          |            |            |  |  |        |        |
|  | EHC Grizzly Adams Wolfsburg 1b |                   |               |                        | 3  | 2          |            |            |  |  |        |        |
|  | REV Bremerhaven                | 5                 | 11            |                        |    |            |            |            |  |  |        |        |
|  | REV Bremerhaven                | 5                 | 11            | REV Bremerhaven        | 0  |            |            |            |  |  |        |        |
|  |                                |                   |               |                        |    |            |            |            |  |  |        |        |
|  |                                | Weserstars Bremen | 2             |                        |    |            |            |            |  |  |        |        |
|  | Weserstars Bremen              | Weserstars Bremen | 2             | 12                     | 8  |            |            |            |  |  |        |        |
|  | Weserstars Bremen              |                   |               | 12                     | 8  |            |            |            |  |  |        |        |
|  | Altonaer SV Hamburg            | 1                 | 2             |                        |    |            |            |            |  |  |        |        |
|  | Altonaer SV Hamburg            | 1                 | 2             | Weserstars Bremen      | 3  | 9          |            |            |  |  |        |        |
|  |                                |                   |               | Weserstars Bremen      | 3  | 9          |            |            |  |  |        |        |
|  |                                | Adendorfer EC     | 4             | 7                      |    |            |            |            |  |  |        |        |
|  | Adendorfer EC                  | Adendorfer EC     | 4             | 7                      | 11 | 3          |            |            |  |  |        |        |
|  | Adendorfer EC                  |                   |               |                        | 11 | 3          |            |            |  |  |        |        |
|  | SG United North Stars          | 0                 | 1             |                        |    |            |            |            |  |  |        |        |

#### Viertelfinale
|                                                | Gesamt | Hinspiel | Rückspiel |
| ---------------------------------------------- | ------ | -------- | --------- |
| Salzgitter Icefighters – Crocodiles Hamburg 1b | 35:1   | 13:0     | 22:1      |
| EHC Wolfsburg 1b – REV Bremerhaven             | 5:16   | 3:5      | 2:11      |
| Weserstars Bremen – Altonaer EV Hamburg        | 20:3   | 12:1     | 8:2       |
| Adendorfer EC – SG United North Stars          | 14:1   | 11:0     | 3:1       |

#### Halbfinale
|                                          | Gesamt | Hinspiel | Rückspiel |
| ---------------------------------------- | ------ | -------- | --------- |
| Salzgitter Icefighters – REV Bremerhaven | 7:9    | 2:4      | 5:5       |
| Weserstars Bremen – Adendorfer EC        | 12:11  | 3:4      | 9:7       |

#### Finale
|                                     | Serie | Spiel 1 | Spiel 2   | Spiel 3 |
| ----------------------------------- | ----- | ------- | --------- | ------- |
| REV Bremerhaven – Weserstars Bremen | 0-2   | 3:6     | 5:6 (n.P) | -       |

Die Weserstars Bremen konnten sich als Absteiger direkt den Titel 'Meister Regionalliga Nord' erspielen. Auf den Aufstieg in die Eishockey-Oberliga verzichteten sie jedoch.

### Playdowns
Der Sieger der Playdowns erhält das Spielrecht für eine weitere Saison in der Regionalliga, der Verlierer steigt in die Landesliga ab.
|                                        | Serie | Spiel 1 | Spiel 2 | Spiel 3 |
| -------------------------------------- | ----- | ------- | ------- | ------- |
| TuS Harsefeld Tigers – Hamburger SV 1b | 0-2   | 6:8     | 3:4     | -       |

Die Mannschaft des Hamburger SV 1b hat somit den sportlichen Klassenerhalt geschafft. Auf Grund des Rückzuges der EHC Grizzly Adams Wolfsburg  1b, konnten die sportlichen abgestiegenen TuS Harsefeld Tigers jedoch in der Klasse verbleiben und an der Eishockey-Regionalliga 2015/16 teilnehmen.

## Regionalliga West
Die Regionalliga West umfasst das Gebiet der Bundesländer Nordrhein-Westfalen, Hessen, Rheinland-Pfalz und Saarland. Ausrichter ist der Landeseissportverband Nordrhein-Westfalen.

### Teilnehmer
- Dinslakener Kobras
- EC Lauterbach
- EC 1b
- Soester EG
- TuS Wiehl
- Eisadler Dortmund (N)
- EC Bad Nauheim 1b (N)
- EC Bergisch Land (N)

### Modus
Nach einer Doppelrunde mit je vier Spielen gegen jede Mannschaft, werden im Modus "best-of-three" die beiden Finalisten ausgespielt – das Finale im "best-of-five". Der Sieger des Finals ist 'Meister Regionalliga West'. Die Verlierer der Halbfinals spielen den Drittplatzierten im Modus "best-of-five" aus. Auf einen möglichen Aufstieg in die Eishockey-Oberliga 2015/16 verzichteten alle Teilnehmer.
In den Playdowns spielen zunächst der Achtplatzierte gegen den Fünftplatzierten und der Siebtplatzierte gegen den Sechstplatzierten in Hin- und Rückspielen. Die Sieger dieser Paarungen erreichen den Klassenerhalt, während die unterlegenen Teams im Anschluss nochmal gegeneinander spielen müssen. Der Gewinner erreicht ebenfalls den Klassenerhalt, während der Verlierer in Relegationsspielen gegen den Meister der Rheinland-Pfalz-Liga, erneut in Hin- und Rückspielen, antreten muss. Die Meister der NRW-Liga und der Hessenliga besitzen ein direktes Aufstiegsrecht.

### Vorrundentabelle
|    | Mannschaft            | Sp | Pkte | T   | GT  |
| -- | --------------------- | -- | ---- | --- | --- |
| 1. | Eisadler Dortmund (N) | 28 | 76   | 208 | 71  |
| 2. | EC Lauterbach         | 28 | 52   | 163 | 120 |
| 3. | Kölner EC 1b          | 28 | 49   | 133 | 101 |
| 4. | Dinslaken Kobras      | 28 | 48   | 146 | 102 |
| 5. | EC Bad Nauheim 1b (N) | 28 | 43   | 110 | 112 |
| 6. | TuS Wiehl             | 28 | 38   | 106 | 129 |
| 7. | EC Bergisch Land (N)  | 28 | 20   | 94  | 215 |
| 8. | Soester EG            | 28 | 10   | 83  | 193 |

### Play-offs

#### Playoffbaum
|  | Halbfinale | Halbfinale        | Halbfinale |                  |  | Finale | Finale            | Finale |
|  |            |                   |            |                  |  |        |                   |        |
|  |            |                   |            |                  |  |        |                   |        |
|  | 1          | Eisadler Dortmund | 2          |                  |  |        |                   |        |
|  | 4          | Dinslaken Kobras  | 1          |                  |  | 1      | Eisadler Dortmund | 3      |
|  |            |                   |            |                  |  | 3      | Kölner EC 1b      | 0      |
|  |            |                   |            |                  |  |        |                   |        |
|  |            |                   |            | Spiel um Platz 3 |  |        |                   |        |
|  | 2          | EC Lauterbach     | 0          |                  |  |        |                   |        |
|  | 3          | Kölner EC 1b      | 2          |                  |  | 2      | EC Lauterbach     | 1      |
|  |            |                   |            |                  |  | 4      | Dinslaken Kobras  | 3      |
|  |            |                   |            |                  |  |        |                   |        |

#### Halbfinale
|                                      | Serie | Spiel 1 | Spiel 2 | Spiel 3 |
| ------------------------------------ | ----- | ------- | ------- | ------- |
| Eisadler Dortmund – Dinslaken Kobras | 2-1   | 7:5     | 2:3     | 7:3     |
| EC Lauterbach – Kölner Haie 1b       | 0-2   | 5:6     | 4:7     | -       |

#### Spiel um Platz 3
|                                  | Serie | Spiel 1   | Spiel 2 | Spiel 3 | Spiel 4 | Spiel 5 |
| -------------------------------- | ----- | --------- | ------- | ------- | ------- | ------- |
| EC Lauterbach – Dinslaken Kobras | 1-3   | 7:6 n. P. | 2:5     | 4:5     | 0:16    | -       |

#### Finale
|                                    | Serie | Spiel 1 | Spiel 2 | Spiel 3 | Spiel 4 | Spiel 5 |
| ---------------------------------- | ----- | ------- | ------- | ------- | ------- | ------- |
| Eisadler Dortmund – Kölner Haie 1b | 3-0   | 7:5     | 2:1     | 3:2     | -       | -       |

Die sportlich aufgestiegenen Eisadler Dortmund verzichteten auf ihre Teilnahme an der Eishockey-Oberliga 2015/16.

### Playdowns

#### 1. Runde
|                                | Gesamt | Hinspiel | Rückspiel |
| ------------------------------ | ------ | -------- | --------- |
| Soester EG – EC Bad Nauheim 1b | 2:14   | 0:4      | 2:10      |
| EC Bergisch Land – TuS Wiehl   | 8:10   | 3:2      | 5:8       |

Der EC Bad Nauheim 1b und die TuS Wiehl haben somit den Klassenerhalt geschafft.

#### 2. Runde
|                               | Gesamt | Hinspiel | Rückspiel |
| ----------------------------- | ------ | -------- | --------- |
| Soester EG – EC Bergisch Land | 6:17   | 1:11     | 5:6       |

Die Soester EG ist somit in die NRW-Liga abgestiegen – der EC Bergisch Land tritt in der kommenden Saison in der umbenannten 1. Liga West an.

## Regionalliga Ost
Die Regionalliga Ost umfasst das Gebiet der Bundesländer Berlin, Brandenburg, Sachsen, Sachsen-Anhalt und Thüringen. Ausrichter ist der Sächsische Eissportverband. Die Saison wird in einer Einfachrunde gespielt und der Erstplatzierte nach der Hauptrunde ist sportlich für die Oberliga-Ost qualifiziert.

### Teilnehmer
- Dresden Devils
- EHC Berlin Blues
- ESC Dresden 1b
- FASS Berlin 1b
- SG Bad Muskau/Niesky
- ECC Preussen Berlin
- ESC Berlin 2007
- Crimmitschau Outlaws
- Chemnitz Crashers
- EHC Erfurt 1b
- Leipziger EC 1b

### Hauptrunde
|     | Mannschaft              | Sp | S3 | S2 | N1 | N0 | Pkte | Tore   | Diff. |
| --- | ----------------------- | -- | -- | -- | -- | -- | ---- | ------ | ----- |
| 1.  | ECC Preussen Berlin (M) | 20 | 18 | 0  | 1  | 1  | 55   | 168:39 | 129   |
| 2.  | Chemnitz Crashers       | 20 | 17 | 1  | 1  | 1  | 54   | 181:60 | 120   |
| 3.  | ESC Dresden 1b          | 20 | 11 | 2  | 1  | 6  | 38   | 102:62 | 40    |
| 4.  | Outlaws Crimmitschau    | 20 | 11 | 0  | 3  | 6  | 36   | 117:79 | 38    |
| 5.  | SG Bad Muskau/Niesky    | 20 | 10 | 0  | 0  | 9  | 33   | 103:90 | 13    |
| 6.  | FASS Berlin 1b          | 20 | 9  | 1  | 0  | 10 | 29   | 111:90 | 21    |
| 7.  | ESC Berlin 07           | 20 | 8  | 1  | 1  | 10 | 27   | 98:93  | 5     |
| 8.  | EHC Berlin Blues        | 20 | 8  | 1  | 0  | 11 | 26   | 90:79  | 11    |
| 9.  | Dresden Devils          | 20 | 7  | 0  | 0  | 13 | 21   | 73:136 | −63   |
| 10. | EHC Erfurt 1b           | 20 | 3  | 1  | 0  | 16 | 11   | 45:127 | −82   |
| 11. | Leipziger EC 1b         | 20 | 0  | 0  | 0  | 20 | 0    | 30:257 | −227  |

Die Mannschaften des Leipziger EC 1b und EHC Erfurt 1b hatten ihre Spiellizenz für die kommende Saison nach Saisonende zurückgezogen.

## Regionalliga Süd-West
Die Regionalliga Süd-West umfasste das Gebiet des Bundeslandes Baden-Württemberg. Ausrichter war der Eissport-Verband Baden-Württemberg. Traditionell nahm auch der EHC Zweibrücken aus Rheinland-Pfalz an der Liga teil.

### Teilnehmer
| - SC Bietigheim 1b - EC Eppelheim - EHC Freiburg 1b - EHC Eisbären Heilbronn - Heilbronner EC 1b | - ESC Hügelsheim 09 - EV Ravensburg 1b - Schwenninger ERC - Stuttgarter EC - EHC Zweibrücken |

### Hauptrunde
Die Hauptrunde wurde in einer Einfachrunde vom 26. September 2014 bis zum 1. Februar 2015 ausgespielt. Die Teams auf den Plätzen eins bis acht qualifizierten sich für die Ausscheidungsrunde. Deren Sieger waren für die Playoffs gesetzt, während die Verlieren mit dem Neunt- und Zehntplatzierten der Hauptrunde in die Playdowns müssen.
|     | Mannschaft                 | Sp | S  | N  | Tore   | Diff. | Pkte |
| --- | -------------------------- | -- | -- | -- | ------ | ----- | ---- |
| 1.  | EHC Eisbären Heilbronn     | 18 | 17 | 1  | 138:47 | 91    | 52   |
| 2.  | EHC Zweibrücken            | 18 | 15 | 3  | 128:73 | 55    | 44   |
| 3.  | SC Bietigheim-Bissingen 1b | 18 | 13 | 5  | 87:63  | 24    | 38   |
| 4.  | ESC Hügelsheim 09          | 18 | 9  | 9  | 91:84  | 7     | 27   |
| 5.  | EC Eppelheim               | 18 | 8  | 10 | 52:72  | −20   | 24   |
| 6.  | Stuttgarter EC             | 18 | 8  | 10 | 68:77  | −9    | 24   |
| 7.  | Heilbronner EC 1b          | 18 | 6  | 12 | 72:106 | −34   | 20   |
| 8.  | EV Ravensburg 1b           | 18 | 5  | 13 | 49:73  | −24   | 15   |
| 9.  | Schwenninger ERC           | 18 | 5  | 13 | 55:89  | −34   | 14   |
| 10. | EHC Freiburg 1b            | 18 | 4  | 14 | 65:121 | −56   | 12   |

### Ausscheidungsrunde
|                                             | Serie | Spiel 1 | Spiel 2 | Spiel 3 |
| ------------------------------------------- | ----- | ------- | ------- | ------- |
| EHC Eisbären Heilbronn – EV Ravensburg 1b   | 2-0   | 6:5     | 4:2     | -       |
| EHC Zweibrücken – Heilbronner EC 1b         | 2-0   | 15:3    | 3:0     | -       |
| SC Bietigheim-Bissingen 1b – Stuttgarter EC | 2-0   | 5:4     | 10:2    | -       |
| ESC Hügelsheim 09 – EC Eppelheim            | 2-0   | 4:2     | 4:1     | -       |

### Play-offs
Die Playoffs wurden im Modus "best-of-three" ausgetragen. Die Sieger der Ausscheidungsrunde waren für das Playoff-Halbfinale gesetzt. Der Sieger der Playoffs qualifizierte sich für die Aufstiegsspiele zur Eishockey-Oberliga 2015/16, die gegen den Sieger der Bayernliga ausgetragen wurden.
|  | Halbfinale | Halbfinale             | Halbfinale |  |  | Finale | Finale                 | Finale |
|  |            |                        |            |  |  |        |                        |        |
|  |            |                        |            |  |  |        |                        |        |
|  | 1          | EHC Eisbären Heilbronn | 2          |  |  |        |                        |        |
|  | 4          | ESC Hügelsheim 09      | 0          |  |  |        |                        |        |
|  |            |                        |            |  |  | 1      | EHC Eisbären Heilbronn | 2      |
|  |            |                        |            |  |  | 3      | SC Bietigheim-B. 1b    | 0      |
|  | 2          | EHC Zweibrücken        | 0          |  |  |        |                        |        |
|  | 3          | SC Bietigheim-B. 1b    | 2          |  |  |        |                        |        |
|  |            |                        |            |  |  |        |                        |        |

#### Halbfinale
|                                              | Serie | Spiel 1 | Spiel 2 | Spiel 3 |
| -------------------------------------------- | ----- | ------- | ------- | ------- |
| EHC Eisbären Heilbronn – ESC Hügelsheim 09   | 2-0   | 8:1     | 7:6     | -       |
| EHC Zweibrücken – SC Bietigheim-Bissingen 1b | 0-2   | 2:5     | 2:6     | -       |

#### Finale
|                                                     | Serie | Spiel 1   | Spiel 2   | Spiel 3 |
| --------------------------------------------------- | ----- | --------- | --------- | ------- |
| EHC Eisbären Heilbronn – SC Bietigheim-Bissingen 1b | 2-0   | 5:4 n. V. | 6:5 n. V. | -       |

### Play-downs
Die Verlierer der Ausscheidungsrunde spielten mit den verbleibenden Hauptrunden-Neunten und -Zehnten die Play-downs. In der ersten Runde wurde im Best-of-three ausgespielt, bei denen der verbleibende Hauptrunden-Beste der Play-downs gegen den Hauptrunden-Zehnten antriat, der verbleibende Hauptrunden-Zweitbeste gegen den Hauptrunden-Neunten usw. Die Gewinner dieser Duelle hatten den Klassenerhalt geschafft und schieden aus, gleiches galt für den besten Verlierer (maßgebliche Hauptrunden-Platzierung). Die beiden verbleibenden Teams spielten die 2. Play-down-Runde um den Abstieg in die Landesliga.

#### 1. Runde
|                                      | Serie | Spiel 1 | Spiel 2   | Spiel 3 |
| ------------------------------------ | ----- | ------- | --------- | ------- |
| EC Eppelheim – EHC Freiburg 1b       | 0-2   | 4:9     | 7:8 n. P. | -       |
| Heilbronner EC 1b – EV Ravensburg 1b | 0-2   | 0:4     | 1:4       | -       |
| Stuttgarter EC – Schwenninger ERC    | 2-1   | 7:4     | 3:4       | 7:3     |

Die Mannschaften des EV Ravensburg 1b, Stuttgart Rebels und der Wölfe Freiburg 1b haben somit den Klassenerhalt erreicht. Als 'bester Verlierer' hat der EC Eppelheim, trotz Niederlage, den Klassenerhalt geschafft.

#### 2. Runde
|                                      | Serie | Spiel 1 | Spiel 2 | Spiel 3 |
| ------------------------------------ | ----- | ------- | ------- | ------- |
| Schwenninger ERC – Heilbronner EC 1b | 2-0   | 4:1     | 4:3     | -       |

Die Heilbronner EC 1b sind damit in die Landesliga Baden-Württemberg abgestiegen.

## Bayernliga
Die Bayernliga 2014/15 wurde vom Bayerischen Eissport-Verband organisiert und nach dessen Durchführungsbestimmungen ausgerichtet.

### Modus
Die Liga spielt wie in den letzten Jahren eine Einfachrunde aus. Für die anschließende Zwischenrunde qualifizieren sich alle dreizehn Mannschaften, die dann in drei Gruppen die Teilnehmer an den Playoffs ausspielen. Die ersten fünf Teams, nach Abschluss der Vorrunde, sind bereits für die Playoffs qualifiziert und spielen deren Startplätze in der Zwischenrunde A aus. Die folgenden Teams spielen in zwei Zwischenrundengruppen (B und C) die restlichen drei Playoffplätze aus. Die beiden Zwischenrundengruppensieger sind für die Playoffs qualifiziert, die beiden Zweitplatzierten spielen im Modus "Best-of-Three" den letzten Viertelfinalisten für die Playoffs aus. Der Meister oder – anstelle des Meisters – der Vizemeister können sich für die Aufstiegsspiele zur Oberliga Süd gegen den Meister aus Baden-Württemberg bewerben. Die Mannschaften auf Platz 3 und 4 der Zwischenrunde B und C nahmen an den Abstiegsplayoffs teil.

### Teilnehmer
| - EV Lindau - ESC Dorfen - ESV Buchloe - EV Moosburg - TEV Miesbach | - Höchstadter EC - TSV Peißenberg - EC Pfaffenhofen - EHC 80 Nürnberg | - HC Landsberg (N) - EHC Waldkraiburg - ECDC Memmingen - Wanderers Germering |

### Vorrundentabelle
|     | Mannschaft                   | Sp | S3 | S2 | N1 | N0 | Pkte | Tore   | Diff. |
| --- | ---------------------------- | -- | -- | -- | -- | -- | ---- | ------ | ----- |
| 1.  | EHC Waldkraiburg „Die Löwen“ | 24 | 19 | 3  | 0  | 2  | 63   | 110:49 | 61    |
| 2.  | Höchstadter EC „Alligators“  | 24 | 16 | 3  | 1  | 4  | 55   | 91:63  | 28    |
| 3.  | TEV Miesbach                 | 24 | 15 | 3  | 2  | 4  | 53   | 105:59 | 46    |
| 4.  | EV Lindau „Islanders“        | 24 | 14 | 0  | 4  | 6  | 46   | 101:62 | 39    |
| 5.  | ECDC Memmingen „Indians“     | 24 | 13 | 1  | 2  | 8  | 43   | 95:64  | 31    |
| 6.  | ESV Buchloe                  | 24 | 12 | 2  | 0  | 10 | 40   | 98:73  | 25    |
| 7.  | TSV Peißenberg               | 24 | 11 | 1  | 2  | 10 | 37   | 84:77  | 7     |
| 8.  | ESC Dorfen                   | 24 | 7  | 4  | 3  | 10 | 32   | 89:78  | 11    |
| 9.  | HC Landsberg (N)             | 24 | 7  | 4  | 1  | 12 | 30   | 82:100 | −18   |
| 10. | EC Pfaffenhofen "Icehogs"    | 24 | 8  | 1  | 3  | 12 | 29   | 75:92  | −17   |
| 11. | EV Moosburg                  | 24 | 4  | 2  | 1  | 17 | 17   | 65:123 | −58   |
| 12. | Wanderers Germering          | 24 | 3  | 1  | 4  | 16 | 15   | 60:114 | −54   |
| 13. | EHC 80 Nürnberg              | 24 | 0  | 2  | 4  | 18 | 8    | 41:142 | −101  |

Abkürzungen: Sp = Spiele, S3 = Siege, S2 = Siege nach Verlängerung oder Penaltyschießen, N1 = Niederlagen nach Verlängerung oder Penaltyschießen, N0 = Niederlagen, T = Tore, GT = Gegentore, N = Neuling (Aufsteiger).

### Zwischenrunde A
An der Zwischenrunde A nehmen die Teams auf den Plätzen eins bis fünf, nach der Vorrunde, teil und spielen, in einer Einfachrunde, die Startplätze für die Meisterschafts-Playoffs aus.
|    | Mannschaft                   | Sp | S3 | S2 | N1 | N0 | Pkte | T     | GT |
| -- | ---------------------------- | -- | -- | -- | -- | -- | ---- | ----- | -- |
| 1. | EHC Waldkraiburg „Die Löwen“ | 8  | 6  | 1  | 0  | 1  | 20   | 33:23 | 10 |
| 2. | ECDC Memmingen „Indians“     | 8  | 4  | 0  | 0  | 4  | 12   | 25:27 | −2 |
| 3. | Höchstadter EC „Alligators“  | 8  | 2  | 2  | 1  | 3  | 11   | 34:31 | 3  |
| 4. | EV Lindau „Islanders“        | 8  | 2  | 1  | 2  | 3  | 10   | 25:27 | −2 |
| 5. | TEV Miesbach                 | 8  | 2  | 0  | 1  | 5  | 7    | 23:32 | −9 |

### Zwischenrunde B und Zwischenrunde C
In der Gruppe B spielen die Teams der Plätze 6, 9, 10 und 13, in der Gruppe C die Teams der Plätze 7, 8, 11 und 12. Die Erstplatzierten sind für die Play-offs qualifiziert, die Mannschaften auf Platz zwei spielen um den Einzug in die Play-offs. Die beiden letztplatzierten jeder Gruppe spielen nehmen an den Abstiegsplayoffs teil.

#### Gruppe B
|    | Mannschaft                | Sp | S3 | S2 | N1 | N0 | Pkte | T     | GT  |
| -- | ------------------------- | -- | -- | -- | -- | -- | ---- | ----- | --- |
| 1. | HC Landsberg (N)          | 6  | 4  | 1  | 0  | 1  | 14   | 24:13 | 11  |
| 2. | ESV Buchloe               | 6  | 3  | 0  | 0  | 3  | 9    | 22:17 | 5   |
| 3. | EC Pfaffenhofen "Icehogs" | 6  | 3  | 0  | 0  | 3  | 9    | 20:17 | 3   |
| 4. | EHC 80 Nürnberg           | 6  | 1  | 0  | 1  | 4  | 4    | 12:31 | −19 |

#### Gruppe C
|    | Mannschaft          | Sp | S3 | S2 | N1 | N0 | Pkte | T     | GT  |
| -- | ------------------- | -- | -- | -- | -- | -- | ---- | ----- | --- |
| 1. | TSV Peißenberg      | 6  | 5  | 0  | 0  | 1  | 15   | 26:15 | 11  |
| 2. | ESC Dorfen          | 6  | 3  | 0  | 0  | 3  | 9    | 28:20 | 8   |
| 3. | Wanderers Germering | 6  | 2  | 0  | 0  | 4  | 6    | 17:21 | −4  |
| 4. | EV Moosburg         | 6  | 2  | 0  | 0  | 4  | 6    | 12:27 | −15 |

### Playdowns
Die Gewinner der Playdowns sind sportlich für die Bayernliga 2015/15 qualifiziert.
Der Verlierer der Playdowns nimmt an der Relegation mit der Landesliga teil.

#### 1. Runde
|                                         | Serie | Spiel 1 | Spiel 2   | Spiel 3 |
| --------------------------------------- | ----- | ------- | --------- | ------- |
| EC Pfaffenhofen „Icehogs“ – EV Moosburg | 2:1   | 2:3     | 2:1 n. P. | 5:1     |
| Wanderers Germering – EHC 80 Nürnberg   | 2:0   | 6:0     | 4:3       |         |

#### 2. Runde
|                               | Serie | Spiel 1   | Spiel 2 | Spiel 3 |
| ----------------------------- | ----- | --------- | ------- | ------- |
| EV Moosburg – EHC 80 Nürnberg | 0:2   | 3:4 n. P. | 1:3     |         |

### Relegation Bayernliga – Landesliga
Der EV Moosburg – Verlierer der Playowns – spielt gegen den Vizemeister der Landesliga Bayern – den ESC Riverrats Geretsried – um die Teilnahme an der Bayernliga 2015/2016.
|                                        | Serie | Spiel 1 | Spiel 2 | Spiel 3 |
| -------------------------------------- | ----- | ------- | ------- | ------- |
| EV Moosburg – ESC Riverrats Geretsried | 0:2   | 0:7     | 1:2     |         |

Die Mannschaft von ESC Riverrats Geretsried ist damit sportlich für die Bayernliga 2015/16 qualifiziert.

### Play-offs

#### Pre-Playoffs
|                          | Serie | Spiel 1 | Spiel 2 | Spiel 3 |
| ------------------------ | ----- | ------- | ------- | ------- |
| ESV Buchloe – ESC Dorfen | 0:2   | 0:5     | 3:7     |         |

Der ESC Dorfen ist somit zur Teilnahme an den Playoffs berechtigt.

#### Playoff-Baum
Das Playoffs-Viertelfinale wird im Modus "Best-of-five" ausgetragen, das Halbfinale im Modus "best-of-three" und das Finale dann wieder im Modus "best-of-five". Der Sieger ist für die Oberliga qualifiziert.
|  | Viertelfinale    | Viertelfinale  |                  |   | Halbfinale | Halbfinale |  |  | Finale | Finale |
|  |                  |                |                  |   |            |            |  |  |        |        |
|  | EHC Waldkraiburg | 3              |                  |   |            |            |  |  |        |        |
|  | ESC Dorfen       | 1              |                  |   |            |            |  |  |        |        |
|  | ESC Dorfen       | 1              | EHC Waldkraiburg | 1 |            |            |  |  |        |        |
|  |                  |                | EHC Waldkraiburg | 1 |            |            |  |  |        |        |
|  |                  | EV Lindau      | 2                |   |            |            |  |  |        |        |
|  | EV Lindau        | EV Lindau      | 2                | 3 |            |            |  |  |        |        |
|  | EV Lindau        |                |                  | 3 |            |            |  |  |        |        |
|  | TEV Miesbach     | 0              |                  |   |            |            |  |  |        |        |
|  |                  |                | Höchstadter EC   | 1 |            |            |  |  |        |        |
|  |                  | EV Lindau      | 2                |   |            |            |  |  |        |        |
|  | ECDC Memmingen   | 3              |                  |   |            |            |  |  |        |        |
|  | HC Landsberg     | 1              |                  |   |            |            |  |  |        |        |
|  | HC Landsberg     | 1              | Höchstadter EC   | 2 |            |            |  |  |        |        |
|  |                  |                | Höchstadter EC   | 2 |            |            |  |  |        |        |
|  |                  | ECDC Memmingen | 0                |   |            |            |  |  |        |        |
|  | Höchstadter EC   | ECDC Memmingen | 0                | 3 |            |            |  |  |        |        |
|  | Höchstadter EC   |                |                  | 3 |            |            |  |  |        |        |
|  | TSV Peißenberg   | 0              |                  |   |            |            |  |  |        |        |

Damit ist der EV Lindau als Meister der Bayernliga Bayerischer Meister 2015.

## Aufstiegsspiele zur Oberliga Süd 2015/16
Die vorgesehene Aufstiegsspiele zwischen dem Meister der Regionalliga Süd-West
und der Bayernliga finden nicht statt, da der EV Lindau auf die Teilnahme an den Spielen verzichtete und der EHC Eisbären Heilbronn die Zulassungsbedingungen für die Oberliga Süd 2015/16 nicht erfüllen konnte.